# Paul Young (musicista 1947)
Paul Young (Manchester, 17 giugno 1947 – Londra, 15 giugno 2000) è stato un cantante e compositore britannico noto prevalentemente per la sua militanza nella band Mike + The Mechanics.

## Biografia
Proveniente da una famiglia di musicisti, iniziò la carriera nei Toggery, una band londinese attiva negli anni 1960. Nel 1976 forma la band pop rock Sad Cafè, che raggiunge in brcve tempo il successo.
Nel 1985 si unì alla band Mike + The Mechanics, fondata dall'ex Genesis Mike Rutherford.
Young possedeva un'ampia gamma vocale, spesso utilizzando note vocali di quinta ottava, e una voce caratterizzata come "ricca". Il suo stile iniziale è stato paragonato a quello di Mick Jagger. Nei primi anni 1980, iniziò ad esplorare uno stile più "emotivo".
Il 15 luglio 2000, pur senza sintomi Young ebbe un attacco cardiaco improvviso intorno alle 6.30 nella sua casa di Hale, Altrincham, e morì poco dopo a 53 anni. L'autopsia rivelò che la causa della morte fu un attacco di cuore e che "non fu il primo".

## Discografia

### Solista
- 1973 - You Ain't Gonna Get to California
- 1975 - You Are Such a Pretty Thing
- 2011 - Chronicles

### Con i Mike + the Mechanics
- 1985 - Mike + The Mechanics
- 1988 - The Living Years
- 1991 - Word of Mouth
- 1995 - Beggar on a Beach of Gold
- 1999 - M6